# Оксолиновая кислота
Оксолиновая кислота — антибактериальное лекарственное средство, широкого спектра действия, ингибитор обратного захвата дофамина. Относится к группе хинолонов. В настоящее время (ноябрь 2009 года) в России не зарегистрировано ни  одного препарата с действующим веществом «Оксолиновая кислота».

## Фармакологическое действие
Подавляет активность ДНК-гиразы , нарушая процесс репликации ДНК. Хорошо всасывается в желудочно-кишечном тракте, быстро выводится почками в неизмененном виде. Действует преимущественно на грамотрицательные бактерии (Proteus, Escherichia coli и др.), а также некоторые грамположительные кокки (Staphylococcus aureus), в т.ч. при наличии резистентности к др. химиотерапевтическим препаратам (за исключением хинолонов — перекрестная устойчивость).

## Показания
Инфекции мочевых путей — цистит, пиелит, пиелонефрит, бактериурии; профилактика инфекций при проведении инструментальных методов исследования (катетеризация, цистоскопия).

## Противопоказания
Гиперчувствительность, беременность, кормление грудью (обязателен отказ от грудного вскармливания), ранний детский возраст (до 2 лет).

### С осторожностью
Эпилепсия и др. заболевания центральной нервной системы, заболевания печени и почек, пожилой возраст.

## Побочные действия
Тошнота, рвота, боль в эпигастрии, холестаз, изжога, диарея; сонливость, беспокойство, слабость, головная боль, головокружение, бессонница, расстройства зрения, тромбоцитопения, гемолитическая анемия, лейкопения, фотосенсибилизация, аллергические реакции: зуд, крапивница, кожные сыпи, ангионевротический отёк, эозинофилия.

## Взаимодействие
Нарушает инактивацию в печени антикоагулянтов, противоэпилептических, пероральных антидиабетических и др. препаратов, метаболизирующихся в печени. Фуросемид повышает антибактериальный эффект (при инфекциях мочевыводящих путей).